# بردای
بردای شهری در کشور چاد است که در منطقهٔ تیبستی واقع شده‌است.